# Guam na Letnich Igrzyskach Olimpijskich Młodzieży 2010
Guam na Letnich Igrzyskach Olimpijskich Młodzieży w Singapurze w 2010 reprezentowało 3 sportowców w 2 dyscyplinach.

## Skład kadry

### Lekkoatletyka
- Michael Gaitan

### Zapasy
- Christopher Aguon
- Arianna Eustaquio